# Constantí Gómez i Salvador
Constantí Gómez i Salvador (València, 1865 - 1937) va ser un pintor valencià.
Va ser deixeble de Francesc Garcia i Marco i de Joan Peiró. Va conrear tots el gèneres, especialment el paisatge i la pintura d'història, emprant tant la tècnica de l'aquarel·la com la de l'oli, i en quadres preferentment de petit format. Va ser professor a València i Manises. Va ser premiat a l'Exposició Regional Valenciana del 1909. Exercí també la docència, a Manises i a València.
L'any 1932 va ser un dels signataris de les Normes de Castelló, que suposaven per a la varietat valenciana de la llengua catalana la transposició dels criteris ortogràfics de Pompeu Fabra.